# Chiesa di Santa Maria di Loreto (Sonvico)
La chiesa di Santa Maria di Loreto è un edificio religioso barocco che si trova a Sonvico, quartiere di Lugano.

## Storia
L'origine della chiesa - da principio dotata di tre navate con volta a crociera, all'interno si trova la famosa Madonna nera, ciascuna delle quali culminante in un altare e con la Santa Casa al centro - è testimoniata da un'iscrizione sul portale, che indica l'anno 1636 e cita don Simone Lotti come fondatore. Nel 1920, però, la chiesa fu ridotta a una navata unica, con quelle laterali trasformate in scuola dell'infanzia così come il presbiterio.